# Jan Krysa (oficer)
Jan Krysa (ur. 9 października 1896 w Zauchtel, zm. ?) – major piechoty Wojska Polskiego, kawaler Orderu Virtuti Militari.

## Życiorys
Urodził się 9 października 1896 w rodzinie Antoniego i Wilhelminy . Po wybuchu I wojny światowej wstąpił do Legionów Polskich 16 sierpnia 1914. Służył jako sekcyjny w szeregach 5 pułku piechoty w składzie I Brygady. Został superarbitrowany 15 sierpnia 1917 i jako inwalida niezdolny do służby zwolniony we wrześniu 1917.
Po odzyskaniu przez Polskę niepodległości został przyjęty do Wojska Polskiego. Brał udział w wojnie polsko-bolszewickiej w szeregach 5 pułku piechoty Legionów. Za swoje czyny wojenne otrzymał Order Virtuti Militari. 
W 5 pułku piechoty Legionów w Wilnie pełnił służbę do listopada 1931. 3 maja 1922 roku został zweryfikowany w stopniu porucznika ze starszeństwem z 1 czerwca 1919 roku i 427. lokatą w korpusie oficerów piechoty. 3 maja 1926 roku został mianowany kapitanem ze starszeństwem z 1 lipca 1925 i 10. lokatą w korpusie oficerów piechoty. W 1928 był nadal przydzielony do 5 pułku piechoty Legionów. Z dniem 1 listopada 1931 został przeniesiony do Departamentu Piechoty Ministerstwa Spraw Wojskowych w Warszawie. W styczniu 1934 ogłoszono jego przeniesienie do 26 pułku piechoty. 4 lutego tego roku został mianowany majorem ze starszeństwem z 1 stycznia 1934 roku i 27. lokatą w korpusie oficerów piechoty. W kwietniu 1934 roku został przeniesiony do 40 pułku piechoty we Lwowie na stanowisko dowódcy batalionu. 23 grudnia 1937 został przydzielony do 6 Okręgowego Urzędu Wychowania Fizycznego i Przysposobienia Wojskowego we Lwowie na stanowisko komendanta Legii Akademickiej. Na tym stanowisku pozostawał do 1939 roku.

## Ordery i odznaczenia
- Krzyż Srebrny Orderu Wojskowego Virtuti Militari[15] nr 5931 – 17 maja 1922[16]
- Krzyż Niepodległości (9 listopada 1932)[17]
- Krzyż Walecznych (dwukrotnie)[15]
- Złoty Krzyż Zasługi[15]
- Srebrny Krzyż Zasługi (19 marca 1931)[18]
- Krzyż Zasługi Wojsk Litwy Środkowej (3 marca 1926)[19][15]